# Anatoli Bashashkin
Anatoli Vassilievitch Bashashkin (en russe : Анатолий Васильевич Башашкин), né le 23 février 1924 à Reoutov et mort le 27 juillet 2002 à Moscou, est un footballeur soviétique.

## Palmarès
Union soviétique
- Champion olympique : 1956.

 CSK MO Moscou
- Champion d'Union soviétique en 1947, 1948, 1950 et 1951.
- Vainqueur de la Coupe d'Union soviétique en  1948, 1951 et 1955.

 Spartak Moscou
- Champion d'Union soviétique en 1953.